# برکه صفی
برکه صفی مربوط به دوره صفوی است و در شهرستان استهبان، شهر استهبان، کیلومتری ۵ جاده استهبان به نیریز، سمت راست جاده واقع شده و این اثر در تاریخ ۱۵ دی ۱۳۸۷ با شمارهٔ ثبت ۲۴۱۸۰ به‌عنوان یکی از آثار ملی ایران به ثبت رسیده است.